# Bridie Carter
Bridie Carter Rubbo es una actriz australiana, conocida por su participación en la serie australiana Mcleod's Daughters, donde interpretó entre 2001 y 2006 a Tess Mcleod, y por ganar la séptima temporada del programa Dancing with the Stars.

## Biografía
Es hija de Kitty Rubbo (directora de una galería de arte) y de Dennis Carter (arquitecto), tiene dos hermanos menores Barney y Darcy. Su madre murió cuando Bridie apenas tenía 9 años.
A los 20 años se mudó a Sídney para estudiar en el National Institute of Dramatic Art "NIDA" de donde se graduó en 1994.
Bridie tiene un tatuaje en el tobillo izquierdo que dice 'intrépida'. En 1997, admitió que tenía problemas de alcoholismo y desde entonces ya lleva 11 años de sobriedad.
En mayo del 2004 se casó con el diseñador de ropa, Michael Wilson y el 20 de marzo del 2005 tuvieron su primer hijo, Otis. En abril del 2010, tuvieron su segundo hijo Tobias. Junto a su esposo son propietarios de un restaurante en Australia.

## Carrera
Desde los 6 años Bridie comenzó a actuar en varios comerciales. Participó en las series televisivas Above the Law y Murder Call en el 2000 y en Water Rats en 1997, entre otras...
En cine protagonizó películas como Fresh air y Envy ambas en 1999. Desde el 2001 hasta el 2006, Carter cautivo al público australiano con su interpretación de la valiente Tess Silverman Mcleod en la serie Mcleod's Daughters, Más tarde en el 2006 dejó la serie para enfocarse en su vida personal.
En el 2007 se unió a la séptima temporada del programa australiano Dancing with the Stars, y en noviembre del mismo año ganó la competencia, junto a su compañero Craig Monley.
En el 2010 apareció en la película I Love You Too como personaje secundario, en la película interpreta a Marie la hermana embarazada de Jim (Brendan Cowell).
En el 2011 apareció como invitada en la serie Rescue Special Ops donde interpretó a Stephanie Rouse, una madre cuyo hijo Todd (Keegan Joyce), sufre un accidente y huye del padre del joven que murió. Ese mismo año apareció en el cortometraje There's a Hippopotamus on Our Roof Eating Cake, donde interpretó a la madre.
El 4 de febrero de 2021 se unió al elenco recurrente de la serie Home and Away donde dio vida a Susan "Susie" McCalister, una mujer que se hace pasar por una agente de bienes raíces y cuyo verdadero nombre es Imogen Simons una estafadora.

## Filmografía

### Series de televisión
| Año         | Título                      | Personaje        | Notas                                               |
| ----------- | --------------------------- | ---------------- | --------------------------------------------------- |
| 2021        | Home and Away               | Susie McCalister | 20 episodios                                        |
| 2015 - 2018 | 800 Words                   | Jan              | 22 episodios                                        |
| 2014        | It's a Date                 | Sharna           | episodio "Should You Re-connect With An Old Flame?" |
| 2011        | Wild Boys                   | Victoria         | episodio # 1.3                                      |
| 2011        | Rescue Special Ops          | Stephanie Rouse  | episodio "Dunes"                                    |
| 2001 - 2006 | Mcleod's Daughters          | Tess McLeod-Ryan | 135 episodios                                       |
| 2000        | Murder Call                 | Jessica Millay   | episodio "Done to Dead"                             |
| 2000        | Above the Law               | Debbie Curtis    | 35 episodios                                        |
| 1998        | All Saints                  | Karen McCarthur  | episodio "Cards on the Table"                       |
| 1997        | Water Rats                  | Joanne Calvert   | 2 episodios                                         |
| 1997        | Simone de Beauvoir's Babies | Agente de Citas  | miniserie                                           |
| 1996        | G.P.                        | -                | episodio "Sing Me a Lullaby"                        |
| 1980        | Neighbours                  | -                | -                                                   |
| 1980        | Home and Away               | Toni Jarvis      | 2 episodios                                         |

### Películas
| Año  | Título                                         | Personaje  | Notas                                                                                |
| ---- | ---------------------------------------------- | ---------- | ------------------------------------------------------------------------------------ |
| 2016 | Emo the Musical                                | Mrs. Doyle | junto a Benson Jack Anthony & Jordan Hare                                            |
| 2015 | Nostalgia                                      | Carolyn    | corto - junto a Jayden Caulfield & Luisa Prosser                                     |
| 2014 | Skin                                           | Carol      | corto - junto a Paul Bishop & Airlie Dodds                                           |
| 2012 | The Things My Father Never Taught Me           | Mary       | corto - junto a Burleigh Smith & Aiden Papamihail                                    |
| 2011 | Ragtime                                        | Kate       | corto - junto a John Waters, Geoff Morrell, Daniel Henshall & Leanne Curran          |
| 2011 | There's a Hippopotamus on Our Roof Eating Cake | Madre      | corto - junto a Angus Sampson & Rob Alec                                             |
| 2010 | I Love You Too                                 | Marie      | junto a Peter Dinklage, Brendan Cowell, Yvonne Strahovski, Rose Byrne & Steve Bisley |
| 2001 | My Husband My Killer                           | Janey      | junto a Abi Tucker, Linda Cropper, Craig McLachlan, Chris Haywood & Tara Morice      |
| 1999 | Envy                                           | Kirsty     | junto a Linda Cropper, Anna Lise Phillips, Scott Major & Abi Tucker                  |
| 1999 | Fresh Air                                      | E          | junto a Nadine Garner, Simon Lyndon & Tony Barry                                     |
| 1997 | Kangaroo Palace                                | Dianne     | junto a Jacqueline McKenzie                                                          |

### Apariciones
| Año  | Programa               | Notas                               |
| ---- | ---------------------- | ----------------------------------- |
| 2007 | Dancing with the Stars | concursante ganadora - 10 episodios |

### Teatro
| Año  | Obra                      | Personaje       | Director (a)         | Teatro             | Notas                                                                 |
| ---- | ------------------------- | --------------- | -------------------- | ------------------ | --------------------------------------------------------------------- |
| 2016 | A Streetcar Named Desire  | Blanche DuBois  | Todd Macdonald       | La Boite Theatre   | junto a Ngoc Phan & Travis McMahon                                    |
| 2006 | No Names... No Pack Drill | Kathy McLeod    | Bob Herbert          | Parade Theatre     | junto a David Lyons & Travis McMahon                                  |
| 2005 | Love Letters              | Melissa Gardner | John Clark           | Parade Theatre     | junto a Lisa Chappell, Tara Morice, Jessica Napier & Myles Pollard    |
| 1996 | Communicating Doors       | -               | John Krummel         | Marian St. Theatre | junto a Glenda Linscott, Julian Garner, Jennifer Hagan & Doug Scroope |
| 1994 | Appetite                  | -               | Jasmin Forbes-Watson | Fairfax Studio     | junto a Rachael Blake, Martin Lynes, Sophie Heathcote & Inge Hornstra |

## Premios y nominaciones
| Año  | Categoría                                  | Premio       | Serie              | Resultado |
| ---- | ------------------------------------------ | ------------ | ------------------ | --------- |
| 2006 | Most Notably Actress                       | Gold Logie   | Mcleod's Daughters | Nominada  |
| 2005 | Most Notably Actress                       | Gold Logie   | Mcleod's Daughters | Nominada  |
| 2005 | Most Popular Actress                       | Silver Logie | Mcleod's Daughters | Nominada  |
| 2004 | Most Outstanding Actress in a Drama Series | Silver Logie | Mcleod's Daughters | Nominada  |
| 2004 | Most Popular Actress                       | Silver Logie | Mcleod's Daughters | Nominada  |
| 2002 | Most Popular Actress                       | Silver Logie | Mcleod's Daughters | Nominada  |